# Грабічов
Грабічов (словац. Hrabičov) — село, громада округу Жарновиця, Банськобистрицький край, центральна Словаччина, регіон Теков. Кадастрова площа громади — 13,2 км².
Населення 574 особи (станом на 31 грудня 2017 року).

## Історія
Грабічов вперше згадується в 1228 році.

## Населення
| Рік:            | 1994. | 2004.   | 2014.   | 2024.   |
| --------------- | ----- | ------- | ------- | ------- |
| Кількість осіб: | 617   | 619     | 589     | 548     |
| Різниця:        |       | +0,32 % | -4,84 % | -6,96 % |

| Рік:            | 2023. | 2024.   |
| --------------- | ----- | ------- |
| Кількість осіб: | 553   | 548     |
| Різниця:        |       | -0,90 % |